# Cesta I. triedy 54
Die Cesta I. triedy 54 (slowakisch für ‚Straße 1. Ordnung 54‘), kurz I/54, ist eine Straße 1. Ordnung in der Slowakei. Sie befindet sich im Westen des Landes.
Die Straße ist die Fortsetzung der ebenfalls als Silnice I/54 bezeichneten tschechischen Straße 1. Ordnung und folgt dem Flüsschen Klanečnica zur Stadt Nové Mesto nad Váhom, wo die Straße endet, kurz vor Brücke über die Waag, die schon als Landesstraße eingestuft ist.